# Sosialistisk Venstreparti

Altes Parteilogo (bis 2013)

Die Sosialistisk Venstreparti  (SV) (deutsch: Sozialistische Linkspartei) ist eine norwegische Partei, die 1975 aus der Sosialistisk Folkeparti (deutsch Sozialistische Volkspartei) entstand. Von Oktober 2005 bis 2013 bildete die SV mit der sozialdemokratischen Arbeiterpartei und der zentristisch-grünen Zentrumspartei die norwegische Regierung.

## Geschichte

### Gründungsjahre
Die Partei wurde am 16. März 1975 gegründet. Sie war ein Zusammenschluss der Sosialistisk Folkeparti (SF), Norges Kommunistiske Parti (NKP), Demokratiske Sosialister und weiteren unabhängigen Sozialisten. Die Demokratiske Sosialister (deutsch: demokratische Sozialisten) waren eine Partei, die sich 1973 nach dem Referendum über den Beitritt Norwegens zur EG von der Arbeiderpartiet (Ap) abspaltete, da sie im Gegensatz zur Ap den EG-Beitritt ablehnte. Bereits 1973 traten die drei Parteien nach der erfolgreichen Zusammenarbeit gegen den Beitritt unter dem Namen Sosialistisk Valgforbund und der Abkürzung SV bei der Parlamentswahl mit einer gemeinsamen Liste an. Sie erreichten 1973 11,2 % der Stimmen und 16 Mandate, wodurch die Idee zum endgültigen Zusammenschluss entstand.
Einige Monate nach der Gründung der Sosialistisk Venstreparti zog sich die kommunistische Partei NKP im Herbst 1975 jedoch wieder zurück und nur wenige ehemalige NKP-Mitglieder blieben bei der SV. In der Folge wurde die Partei vor allem durch die Sosialistisk Folkeparti geprägt, weshalb die SV auch oft als Nachfolgepartei der SF angesehen wird.

### Ende des 20. Jahrhunderts
Von 1991 bis 1995 arbeitete die Partei in der Hauptstadt Oslo im Stadtrat zusammen. Vor dem erneuten EU-Referendum 1994 trat die SV im Kampf gegen den Beitritt Norwegens in die EU auf. 1999 führte der NATO-Einsatz in Serbien zu einem innerparteilichen Konflikt: Die damalige Parteivorsitzende Kristin Halvorsen sprach sich für den Einsatz von Bomben ein, während andere Parteimitglieder den Einsatz missbilligten.

### Nach 2000
Die SV fuhr zu Beginn der 2000er-Jahre ihre besten Wahlergebnisse ein. Bei der Stortingswahl 2001 erzielten sie 12,5 % und bei den Kommunalwahlen 2003 13 %. In dieser Zeit wandelte sie sich von einer klar in der Opposition verankerten Partei hin zu einer Partei, die in einer Regierung beteiligt sein könnte.
Von 2005 bis 2013 war sie zunächst mit fünf und später vier Ministern in der Regierung Stoltenberg II vertreten. Nach der Kommunalwahl 2007, wo die Partei mit 6,5 % nur die Hälfte der Stimmen verglichen zu vorangegangenen Wahl 2003 erreichte, wechselte die SV zwei ihrer Minister aus. Diese Maßnahme half jedoch nicht, um bei der Wahl 2009 besser abzuschneiden und sie erhielten 6,2 % der Stimmen.
Vier Jahre später schafften sie es 2013 mit 4,1 % sogar nur knapp, die Sperrgrenze von 4 % zu überschreiten. Auch bei den Wahlen für die Kommunalparlamenten und Fylkestinge im Jahr 2015 schnitten sie mit landesweit 4,1 % der Stimmen nicht besser ab. In Oslo schaffte die Partei es jedoch, Teil der Stadtregierung zu werden und die SV-Politikerin Marianne Borgen wurde Bürgermeisterin der Stadt. 2017 konnten sie sich mit 6 % wieder stabilisieren und sie zogen mit insgesamt elf SV-Abgeordnete in das Storting ein.

## Positionen
Die SV steht im politischen Spektrum links von der Arbeiterpartei. Sie versteht sich selbst als rot-grüne Partei. Eine EU-Mitgliedschaft Norwegens wird abgelehnt. Auch die Mitgliedschaft im Europäischen Wirtschaftsraum soll beendet werden und stattdessen mit einem neuen Handelsabkommen ersetzt werden. Die SV bekennt sich zum Feminismus. Sie tritt außerdem für Umverteilung im Steuersystem ein. Auch international solle das Geld gleichmäßiger verteilt werden. Außerdem streben sie ein Wirtschaftssystem an, in dem die Gemeinschaft Eigentümerin der Ressourcen und der grundlegenden Infrastruktur ist. Ein weiteres Ziel der SV ist es, Norwegen zu einem klimaneutralen Land zu machen. Dazu sei es notwendig, die Natur und Umwelt über ökonomische Interessen zu stellen.
Rund 50 Jahre lang strebte die Partei einen Austritt Norwegens aus der NATO an. Im Parteiprogramm hieß es dazu, dass stattdessen eine nordische Verteidigungszusammenarbeit angestrebt werden soll. Im März 2023, rund ein Jahr nach dem Überfall Russlands auf die Ukraine, stimmte auf einem SV-Parteitag eine Mehrheit dafür, den angestrebten NATO-Austritt aus dem Parteiprogramm zu streichen.

## Parteivorsitz
Für den 10. März 2012 stand die Wahl eines neuen Parteivorsitzenden an. Nach der Empfehlung der Wahlkommission deutete sich zunächst eine Kampfabstimmung zwischen Kinder- und Gleichstellungsminister Audun Lysbakken und dem kommunalpolitischen Sprecher Heikki Holmås an. Holmås gab seine Kandidatur jedoch später auf. Ohne Gegenkandidat stellte sich Lysbakken zur Wahl, obwohl er nur wenige Tage vor dem Parteitag von seinem Ministeramt hatte zurücktreten müssen. Im März 2023 wurde Lysbakken nach elf Jahren von Kirsti Bergstø abgelöst.
- 1975–1976: Berit Ås
- 1977–1983: Berge Furre
- 1983–1987: Theo Koritzinsky
- 1987–1997: Erik Solheim
- 1997–2012: Kristin Halvorsen
- 2012–2023: Audun Lysbakken
- seit 2023: Kirsti Bergstø

## Wahlergebnisse zum Storting seit 1973

Stimmanteile der SV nach Kommune (Stortingswahl 2021)

| Wahljahr | Prozent | Sitze |
| -------- | ------- | ----- |
| 1973     | 11,2    | 16    |
| 1977     | 4,2     | 2     |
| 1981     | 4,9     | 4     |
| 1985     | 5,5     | 6     |
| 1989     | 10,1    | 17    |
| 1993     | 7,9     | 13    |
| 1997     | 6,0     | 9     |
| 2001     | 12,5    | 23    |
| 2005     | 8,8     | 15    |
| 2009     | 6,2     | 11    |
| 2013     | 4,1     | 7     |
| 2017     | 6,0     | 11    |
| 2021     | 7,6     | 13    |